# Country Comfort
Country Comfort è un brano country rock composto ed interpretato da Elton John. Il testo è di Bernie Taupin.

## Il brano
Proveniente dall'album Tumbleweed Connection (registrato nello stesso periodo di Elton John, nel 1970), sembra trattare l'amore di Elton e Bernie verso la campagna. Dai toni bluegrass, mette in evidenza particolarmente il violino (del veterano jazzista Johnny Van Derek), la chitarra pedal steel (Gordon Huntley dei Matthews Southern Comfort) e l'armonica di Ian Duck, il cantante e uomo di punta degli Hookfoot, e gli amici di Elton alla DJM (Caleb Quaye, Roger Pope, Dave Glover e Ian Duck).
Del brano esistono numerose cover, eseguite peraltro da Rod Stewart (che inserirà la canzone nel suo album Gasoline Alley), Juice Newton, Kate Taylor, John Anderson e Keith Urban (nel suo album Be Here).